# Seiko Ballad 2012
『Seiko Ballad 2012』（セイコ・バラード・2012）は、松田聖子のライブ・ビデオ。2013年3月27日発売。発売元はUNIVERSAL SIGMA。

## 解説
2012年12月28日・12月29日の両日に渡り舞浜アンフィシアターにて行われた自身初となる全編バラード曲のみのスペシャルコンサートの模様を収録したDVD。初回限定盤と通常盤の2形態で発売。

## 収録曲
1. 瑠璃色の地球
2. 時間旅行
3. セイシェルの夕陽
4. 真冬の恋人たち
5. あなたに逢いたくて〜Missing You〜
6. Sleeping Beauty〜fairytale（Bridge Instrumental）
7. bless you
8. いくつの夜明けを数えたら
9. いそしぎの島
10. あなたのすべてになりたい（Bridge Instrumental）
11. 赤い靴のバレリーナ
12. 瞳はダイアモンド
13. SWEET MEMORIES
14. 水色の朝
15. 赤いスイートピー
16. 続・赤いスイートピー
17. Believe in Love
18. Star